# 525 Adelaide
Az 525 Adelaide egy a Naprendszer kisbolygói közül, amit Joel Hastings Metcalf fedezett fel 1908. október 21-én.